# Condors de Bakersfield (ECHL)
Pour les articles homonymes, voir Condors de Bakersfield (homonymie).
Les Condors de Bakersfield sont une franchise professionnelle de hockey sur glace en Amérique du Nord basée à Bakersfield en Californie aux États-Unis. L'équipe évolue dans la WCHL de 1995 à 2003 puis dans l'ECHL de 2003 à 2015.

## Historique
La franchise est créée en 1995 sous le nom de Fog de Bakersfield. Elle est renommée Condors de Bakersfield en 1998. L'équipe a évolué en West Coast Hockey League jusqu'en 2003. Elle est affiliée aux Ducks d'Anaheim de 2008 à 2010 puis au Wild du Minnesota durant la saison 2010-2011.
Le 22 septembre 2008, les Condors proposent à Sarah Palin de devenir vice-présidente. Palin est candidate au poste de vice-président des États-Unis.
Avant le début de la saison 2013-2014, l'équipe devient une filiale des Oilers d'Edmonton. En janvier 2014, le propriétaire des Oilers Daryl Katz et son groupe Katz Group of Companies achètent l'équipe. L'équipe est relocalisée à Norfolk pour devenir les Admirals de Norfolk à partir de la saison 2015-2016.

## Statistiques

### En WCHL
| Saison    | PJ | V  | D  | DTB | BP  | BC  | Pts | Classement             | Séries éliminatoires    |
| --------- | -- | -- | -- | --- | --- | --- | --- | ---------------------- | ----------------------- |
| 1995-1996 | 58 | 24 | 29 | 5   | 271 | 323 | 53  | 6e place de la WCHL    | Non qualifiés           |
| 1996-1997 | 64 | 33 | 26 | 5   | 345 | 325 | 71  | 4e place de la WCHL    | 1-3 Gulls de San Diego  |
| 1997-1998 | 64 | 22 | 37 | 5   | 226 | 330 | 49  | 4e place, division Sud | 1-3 Gulls de San Diego  |
| 1998-1999 | 70 | 21 | 40 | 9   | 213 | 308 | 51  | 4e place, division Sud | 0-2 Gulls de San Diego  |
| 1999-2000 | 72 | 34 | 29 | 9   | 244 | 272 | 77  | 2e place, division Sud | 1-3 Mustangs de Phoenix |
| 2000-2001 | 72 | 26 | 36 | 10  | 220 | 273 | 62  | 4e place, division Sud | 0-2 Gulls de San Diego  |
| 2001-2002 | 72 | 32 | 35 | 5   | 213 | 237 | 69  | 4e place, division Sud | 0-3 Gulls de San Diego  |
| 2002-2003 | 72 | 41 | 22 | 9   | 253 | 186 | 91  | 3e place de la WCHL    | 1-4 Gulls de San Diego  |

### En ECHL
| Saison    | PJ | V  | D  | DP | DTB | BP  | BC  | Pts | Classement                    | Séries éliminatoires                                                 |
| --------- | -- | -- | -- | -- | --- | --- | --- | --- | ----------------------------- | -------------------------------------------------------------------- |
| 2003-2004 | 72 | 25 | 38 | -  | 9   | 201 | 236 | 59  | 5e place, division pacifique  | Non qualifiés                                                        |
| 2004-2005 | 72 | 40 | 22 | 5  | 5   | 232 | 205 | 90  | 4e place, division ouest      | 2-3 Aces de l'Alaska                                                 |
| 2005-2006 | 72 | 40 | 26 | 2  | 4   | 221 | 222 | 86  | 2e place, division pacifique  | 4-3 Steelheads de l'Idaho 3-4 Falcons de Fresno                      |
| 2006-2007 | 72 | 41 | 19 | 3  | 9   | 270 | 236 | 94  | 2e place, division pacifique  | 4-2 Falcons de Fresno 0-4 Aces de l'Alaska                           |
| 2007-2008 | 72 | 26 | 37 | 2  | 7   | 230 | 280 | 61  | 3e place, division pacifique  | 2-4 Salmon Kings de Victoria                                         |
| 2008-2009 | 72 | 33 | 31 | 3  | 5   | 246 | 263 | 74  | 3e place, division pacifique  | 3-4 Wranglers de Las Vegas                                           |
| 2009-2010 | 72 | 38 | 29 | 4  | 1   | 232 | 243 | 81  | 1re place, division pacifique | 3-2 Salmon Kings de Victoria 0-4 Royals de Reading                   |
| 2010-2011 | 72 | 41 | 27 | 2  | 2   | 222 | 210 | 86  | 1re place, division pacifique | 1-3 Salmon Kings de Victoria                                         |
| 2011-2012 | 72 | 24 | 41 | 4  | 3   | 199 | 241 | 55  | 1re place, division pacifique | Non qualifiés                                                        |
| 2012-2013 | 72 | 22 | 44 | 2  | 4   | 171 | 247 | 50  | 5e place, division pacifique  | Non qualifiés                                                        |
| 2013-2014 | 72 | 36 | 30 | 2  | 4   | 197 | 202 | 78  | 2e place, division pacifique  | 4-1 Grizzlies de l'Utah 4-1 Thunder de Stockton 2-4 Aces de l'Alaska |
| 2014-2015 | 72 | 26 | 38 | 3  | 5   | 202 | 265 | 60  | 6e place, division pacifique  | Non qualifiés                                                        |

## Galerie

Logo de 2003 à 2007
Logo de 2007 à 2015